# Energia interna
L'energia interna è l'energia posseduta da un sistema a livello microscopico, cioè l'energia posseduta dalle entità molecolari di cui è composto il sistema, escludendo i contributi "macroscopici", in particolare l'energia cinetica e potenziale del sistema visto nella sua interezza.
Essa tiene conto dei seguenti contributi:
- energia traslazionale, rotazionale e vibrazione delle entità molecolari che lo compongono;[2]
- energia posseduta dagli elettroni;
- energia termica
- energia di punto zero (energia fondamentale posseduta a 0 K).

Tale forma di energia è una funzione di stato, cioè le sue variazioni dipendono solo dallo stato iniziale e finale della trasformazione termodinamica e non dal particolare percorso seguito per arrivare dallo stato iniziale allo stato finale.
L'energia interna esprime inoltre la quantità di energia libera di un sistema termodinamico in una trasformazione isocora e isoentropica (rispettivamente a volume ed entropia costanti).
Nel sistema internazionale viene misurata in joule.

## Definizione matematica
L'energia interna di un sistema è definita come la sua energia totale, ad esclusione dell'energia cinetica del sistema considerato nel suo insieme e dell'energia potenziale derivante dall'interazione con forze esterne. L'energia interna è quindi la somma dell'energia cinetica {\displaystyle T_{i}} e potenziale {\displaystyle K_{i}} delle singole componenti, ad esempio particelle e molecole, di un sistema o corpo:
{\displaystyle U=\sum _{i}T_{i}+K_{i}}.
L'energia interna è una funzione di stato e in generale dipende da tutte le variabili di stato del sistema. La variazione di energia interna è stabilita dal primo principio della termodinamica
{\displaystyle dU=-p\operatorname {d} V+T\operatorname {d} S}.
L'energia interna è una grandezza estensiva. Può diventare grandezza intensiva, rispetto alla massa {\displaystyle m}, come:
{\displaystyle u={\frac {U}{m}}}
e rispetto alla quantità di sostanza n come:
{\displaystyle u'={\frac {U}{n}}}
le quantità {\displaystyle u} e {\displaystyle u'} si chiamano rispettivamente energia interna massica ed energia interna molare.
In generale, le grandezze molari e ponderali si chiamano grandezze specifiche, e spesso vengono indicate con la lettera minuscola della grandezza totale.

## Trasformazione reversibile
Per una trasformazione reversibile con esclusivamente lavoro di volume l'energia interna è invece per i sistemi non reagenti una funzione di stato di due variabili: l'entropia {\displaystyle S} e il volume {\displaystyle V}, cui si aggiungono tutte le quantità di sostanza per sistemi reagenti. Ciò viene infatti esplicitato dal primo principio:
{\displaystyle \operatorname {d} U(S,V,\mathbf {n} )=-p\operatorname {d} V+T\operatorname {d} S+{\boldsymbol {\mu }}\cdot \operatorname {d} \mathbf {n} }
ovvero in termini intensivi massicci:
{\displaystyle \operatorname {d} u(s,\rho ,\mathbf {M} )=-p\operatorname {d} {\frac {1}{\rho }}+T\operatorname {d} s+{\boldsymbol {\mu }}\cdot \operatorname {d} {\frac {1}{\mathbf {M} }}={\frac {p}{\rho ^{2}}}\operatorname {d} \rho +T\operatorname {d} s-{\frac {\boldsymbol {\mu }}{{\mathbf {M} }^{2}}}\cdot \operatorname {d} \mathbf {M} }
dove ρ è la densità del sistema, s la sua entropia specifica e M il vettore delle masse molari.
Il sistema può andare infatti incontro a variazioni di composizione. Per una qualsiasi trasformazione quasistatica che soddisfi i precedenti requisiti si può passare ad un'equazione alle differenze:
{\displaystyle \operatorname {\Delta } U=T\operatorname {\Delta } S-p\operatorname {\Delta } V-{\boldsymbol {\mu }}\cdot \operatorname {\Delta } \mathbf {n} }

## Gas ideale
Se inoltre il sistema è un gas ideale di composizione invariabile, l'energia interna dipende solo dalla temperatura:
{\displaystyle \Delta U(T)=nc_{V}\operatorname {\Delta } T\ }
dove {\displaystyle c_{V}} è il calore specifico isocoro, calcolabile teoricamente in modo approssimato applicando il teorema di equipartizione dell'energia della meccanica statistica classica e n è la quantità di sostanza considerata.
Nel modello dei gas ideali l'energia interna è data dalla sola energia cinetica delle singole molecole del gas. Moltiplicando l'energia cinetica media di una molecola per la costante di Avogadro e la quantità di gas si ottiene l'energia interna.
Si noti che l'energia cinetica media è una grandezza intensiva (perché è media), e si misura in {\displaystyle {\mbox{J}}} .
Per approfondire si veda Costante di Boltzmann.

## Altri potenziali termodinamici
L'energia interna è in relazione con gli altri potenziali termodinamici a mezzo del lavoro per variazione di volume {\displaystyle pV} o della anergia {\displaystyle TS}:
{\displaystyle U=H-pV\ }
{\displaystyle U=A+TS\ }
{\displaystyle U=G-pV+TS\ }
Per un gas ideale inoltre, tenendo conto dell'equazione dei gas perfetti:
{\displaystyle U=H-nRT}
{\displaystyle U=A-{\frac {pVS}{nR}}}
{\displaystyle U=G-(nR-S)T=G-\left(1-{\frac {S}{nR}}\right)pV}

## Funzione di partizione
L'energia interna, così come le altre variabili termodinamiche, è correlata alla funzione di partizione canonica:
{\displaystyle U=-{\frac {\partial \ln Z}{\partial \beta }}.}
dove
- {\displaystyle Z} è la funzione di partizione canonica;
- {\displaystyle \beta ={\frac {1}{k_{B}T}}} è la beta termodinamica.